# 今村俊一
今村 俊一（いまむら しゅんいち、1954年1月19日 - ）は、日本の俳優である。東京都出身。文学座所属。

## 出演

### 舞台
1992年
- 初舞台『かどで』（文学座アトリエ公演）
- 『江東門の人』（アリストパネスカンパニー）：世田谷スタジオAR
- 『御意にまかす』（文学座本公演）：紀伊國屋ホール

1993年
- 『フエンテ・オベフーナ』（アトリエ）
- 『シラノ』：大阪・劇場飛天

1994年
- 『胸おどらん』（アリストパネスカンパニー）：世田谷スタジオAR
- 『モンセラ』（虎の会）：劇団木霊アトリエ
- 『絵姿女房』（地人会）地方公演

1995年
- 『越前竹人形』（地人会）：サンシャイン劇場
- 『隅田川暮色』（東宝）：日生劇場

1996年
- 『はなれ瞽女おりん』（地人会）地方公演
- 『疫病流行記』（アリストパネスカンパニー）：世田谷スタジオAR
- 『サンタクロースさん いらっしゃい』：江古田STORE HOUSE

1997年
- 『あ?! それが問題だ』（本公演）：サンシャイン劇場
- 『柘榴のある家』（本公演）：紀伊國屋サザンシアター

1998年
- 『ハムレット』：銀座セゾン劇場

1999年
- 『元禄港歌』（御園座）
- 『ふるあめりかに袖はぬらさじ』（本公演）：三越劇場

2000年
- 『功名が辻』（松竹）：新橋演舞場
- 『華岡青洲の妻』（本公演）旅公演

2001年
- 『近松心中物語』（ポイント東京）：近鉄劇場
- 『崩れた石垣、のぼる鮭たち』（本公演）：紀伊國屋サザンシアター

2002年
- 『大寺學校』（本公演）アトリエ
- 『オイディプス王』（Bunkamura）：シアターコクーン
- 『人が恋しい西の窓』（本公演）：紀伊国屋ホール

2003年
- 『ドン・ジュアン』（本公演）：世田谷パブリックシアター
- 『リチャード三世』（ホリプロ）：日生劇場

2004年
- 『オイディプス王』（Bunkamura）：シアターコクーン、ギリシャ公演

2005年
- 『赤い月』（本公演）：紀伊國屋ホール
- 『毒の香り』（本公演）：紀伊國屋サザンシアター
- 音楽ドラマ『シューベルト』（宝塚クリエイティブアーツ）：東京厚生年金会館、梅田芸術劇場

2006年
- 『シラノ・ド・ベルジュラック』（本公演）：シアター1010

2007年
- 『あかね空』（松竹）：中日劇場
- 『恋の骨折り損』（ホリプロ）：彩の国さいたま芸術劇場
- 『エレンディラ』（ホリプロ）：彩の国さいたま芸術劇場
- 『カリギュラ』（Bunkamura）：シアターコクーン、イオン化粧品シアターBRAVA!（大阪）

2008年
- 『から騒ぎ』：彩の国さいたま芸術劇場大ホール

2010年
- 『わが町』（本公演）：全労済ホールスペース・ゼロ

2011年
- 『山羊…それって…もしかして…シルビア？』（アトリエ）

2012年
- 『下谷万年町物語』（Bunkamura）：シアターコクーン

2013年
- 『ジャンヌ』：世田谷パブリックシアター

2014年
- 『「3.11企画」終わりと始まり』：桜美林大学プルヌスホール
- 『尺には尺を』：あうるすぽっと

### 映画
- 妹と油揚

### テレビドラマ
- ヘッドハンター殺人事件
- ハンサムガールズ
- 奥の細道・出羽三山紀行“北の光”
- 警視庁捜査一課9係
- 天までとどけ 8（1999年、TBS）
- 臨場 続章（2010年）
- 大河ドラマ　八重の桜（2013年）